# Stefan Żółkiewski
Stefan Jakub Żółkiewski (n. 9 decembrie 1911, Varșovia, Imperiul Rus – d. 4 ianuarie 1991, Varșovia, Polonia) a fost un teoretician polonez, istoric al literaturii și critic literar. S-a născut și a murit la Varșovia. A fost cofondator al Partidului Muncitoresc Polonez, redactor-șef al revistelor Kuźnica (1945–1948), Polityka (1957–1958), director și profesor al Academiei Poloneze de Științe, profesor al Universității din Varșovia.

## Biografie
A fost fiul lui Jan Zachariasz Żółkiewski și al Izabelei (născută Stopczyk). Stefan Żółkiewski a absolvit Universitatea din Varșovia în 1934, în 1952 a obținut un doctorat în filozofie, iar în 1954 titlul de profesor plin de științe umaniste. În anii 1934–1939 a predat la gimnaziu, în timpul războiului a participat la învățământul subteran și secret. După al Doilea Război Mondial, a fost redactorul-șef al revistelor Kuźnica (1945–1948), Polityka (1957–1958), Nowej Kultury (Nouă cultură, 1958–1961) și Kultury i Społeczeństwa (Cultură și societate, 1959–1968).
Stefan Żółkiewski a fost primul director al Institutului de Cercetări Literare al Academiei Poloneze de Științe (1948-1952). Din 1952 a fost membru corespondent, din 1961 membru titular al Academiei Poloneze de Științe, în anii 1953–1955 a fost secretarul științific al Academiei Poloneze de Științe. Din 1960 până în 1968 a fost secretar al Facultății de Științe Sociale a Academiei Poloneze de Științe. Din 1948 până în 1954 a fost profesor adjunct la Universitatea din Varșovia, apoi profesor.
Din 1942 a fost membru al Partidului Muncitoresc Polonez și apoi al Partidului Muncitoresc Unit Polonez. Stefan Żółkiewski a fost membru supleant al Comitetului Central al Partidului Muncitoresc Polonez (1945–1948) și apoi până în 1954 al Comitetului Central al Partidului Muncitoresc Unit Polonez, după care a fost membru până în 1968. El a condus departamentul de educație și cultură al Comitetului Central al Partidului Muncitoresc Polonez (1947–1948), departamentul de cultură (1948–1949) și departamentul de știință (1955–1956) al Comitetului central al Partidului, el a stalinizat cultura poloneză. Stefan Żółkiewski a fost membru al Consiliului Național Național, al Seimului Legislativ și al Seimului Republicii Populare Polone în primul, al doilea, al treilea și al patrulea mandat, președinte al Comisiei pentru cultură și artă în Consiliul național, al Comisiei educaționale a Seimului Legislativ.
În anii 1956–1959 a îndeplinit funcția de ministru al învățământului superior, a fost unul din creatorii politicii culturale a statului și autorul a numeroase lucrări în domeniul criticii și teoriei culturii. După martie 1968 a fost înlăturat din Comitetul Central al Partidului.
La Congresul scriitorilor polonezi din ianuarie 1949 el a spus: „Vrem ca literatura să ajute la construirea socialismului în Polonia”. În 1948 Stefan Kisielewski l-a numit demagog în revista Tygodnik Powszechny și l-a acuzat că a ignorat activitatea unor poeți precum Czesław Miłosz, Julian Tuwim, Julian Przyboś și Konstanty Ildefons Gałczyński.
El a fost înmormântat în Cimitirul Vechi Powązki din Varșovia (secțiunea 222-2-26).

## Premii și distincții
În 1949 i s-a acordat Ordinul Drapelul Roșu al Muncii, clasa a II-a. În 1953 a primit Insigna Premiul de Stat (Odznaka Nagrody Państwowej) pentru realizări în știință, progres tehnic și artă.
El a primit același premiu la 22 iulie 1964 la sărbătorirea a 20 de ani de fondarea Republicii Populare Polone. În plus, a primit Ordinul Crucea de Grunwald clasa a II-a, Crucea Comandantului cu Steaua Ordinului Polonia Restituta, Crucea de Merit de Aur, Medalia pentru Varșovia 1939-1945 (1946) și Ordinul Tezaurului Sacru al Japoniei.

## Lucrări notabile
- Cultura, socjologia, semiotyka literacka
- Kultura literacka 1918–1932 (o monografie)

## Legături externe
- „Żółkiewski Stefan”. Internetowa encyklopedia PWN. Arhivat din original la 7 iunie 2011. Accesat în 23 noiembrie 2006.